# Offendorf
Offendorf je občina v departmaju Bas-Rhin francoske regije Alzacija.
Leta 1990 je v občini živelo 1 640 oseb oz. 115 oseb/km².